# Гуров, Кузьма Акимович
Кузьма́ Аки́мович Гу́ров (14 октября 1901 — 25 сентября 1943) — политический работник Красной армии, генерал-лейтенант (1942). Член Военного совета Южного фронта, один из руководителей обороны Сталинграда и освобождения Донбасса.

## Биография
Родился 1 (14) октября 1901 года в селе Панево Рудинской волости Козельского уезда Калужской губернии (ныне — Гурово, Ульяновский район Калужской области).
В декабре 1919 года добровольцем поступил в 2-й Иркутский кавалерийский полк. Участвовал в боях с Колчаком. В 1920 году был направлен Забайкалье, в 1922 году — в Приморский край. Был политруком эскадрона. Был награждён орденом Боевого Красного знамени. В 1936 году закончил Военно-политическую академию в Ленинграде. С 1940 года руководил Военно-педагогическим институтом Красной армии в Калинине.
С началом Великой Отечественной войны стал дивизионным комиссаром (29-я армия), потом членом Военного совета Сталинградского фронта, затем членом Военного совета Южного фронта. С июля 1942 по февраль 1943 года являлся членом военного совета 62-й армии. 6 декабря 1942 году получил звание генерал-лейтенанта. С февраля 1943 года — член Военного совета Южного фронта.
25 сентября 1943 года умер в селе Гусарка Куйбышевского района Запорожской области от закупорки сердечной артерии.

Его сердце было похоронено в этом селе. Позже здесь был установлен гранитный обелиск на котором написано 
Здесь похоронено сердце члена Военного совета Южного фронта генерал-лейтенанта Гурова Кузьмы Акимовича (1901—1943)
Тело было перевезено в Сталино (ныне Донецк), где было похоронено.

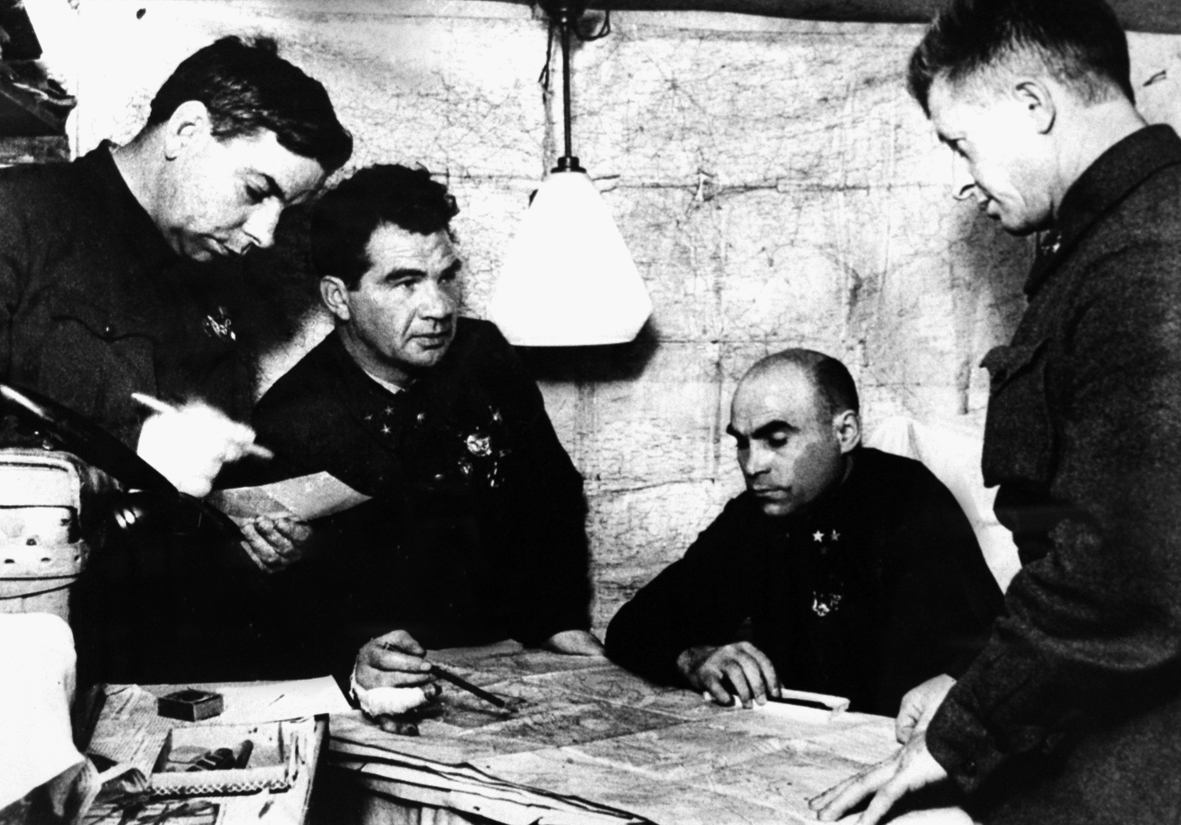
Командный пункт 62-й армии: начальник штаба Н. И. Крылов, командующий В. И. Чуйков, член Военного совета К. А. Гуров, командир 13-й гв. сд А. И. Родимцев. Декабрь 1942 года.
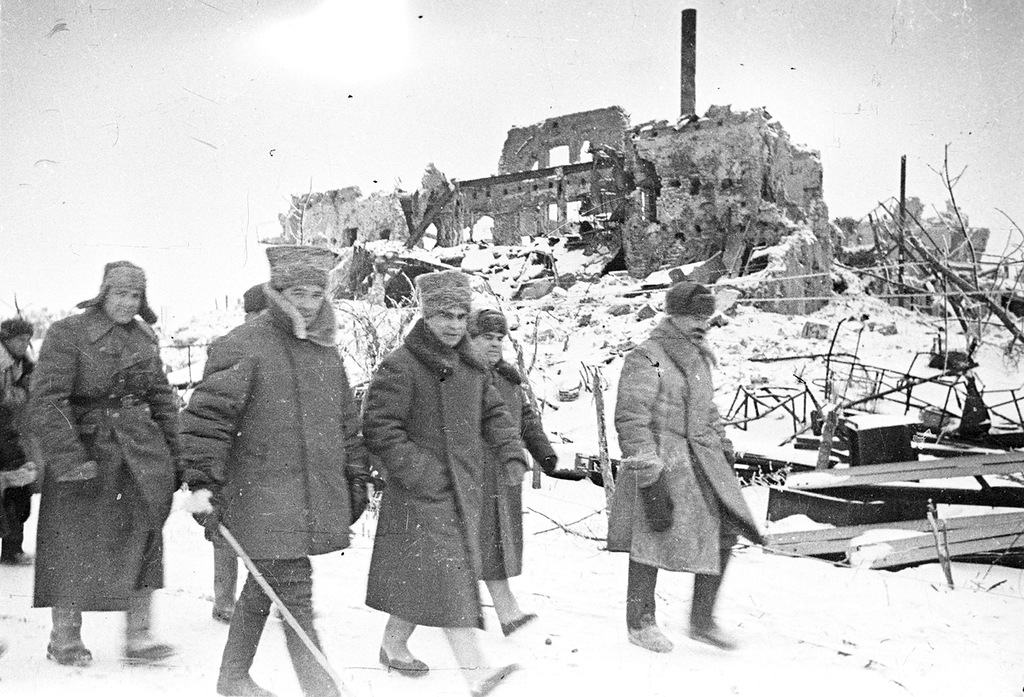
Командующий 62-й армией Сталинградского фронта генерал-лейтенант Василий Иванович Чуйков и член военного совета Сталинградского фронта генерал-лейтенант К. А. Гуров в районе Сталинграда. 1943 год.
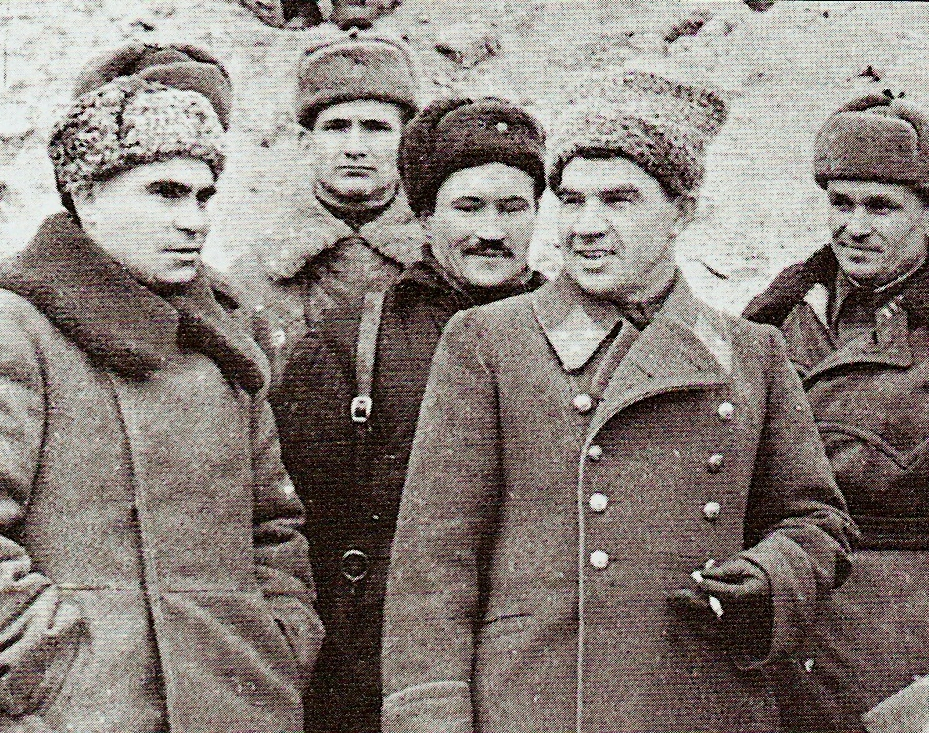
Член военного совета 62-й армии К. А. Гуров и командующий 62-й армией В. И. Чуйков. Сталинград. 1942 год.

## Награды
Орден Ленина, 3 ордена Красного Знамени, медаль "XX лет РККА" (22.02.1938), медали.

## Воспоминания современников
К. А. Гуров был человек с крепкими нервами и ледяным спокойствием. Это был коммунист-ленинец, умеющий сочетать убедительное слово с суровостью партийной и воинской дисциплины. Он умел и вовремя поспевал обеспечивать политически все боевые планы и мероприятия, когда бы они ни проводились. Он глубоко изучал людей и, остановив на ком-нибудь свой выбор, доверял этим людям, не окружал их мелочной опекой. В жизни это был веселый человек, с которым никогда не было скучно.

— Маршал Советского Союза В. И. Чуйков. От Сталинграда до Берлина. — М.: Советская Россия, 1985, С. 335.

## Память
- Памятник Гурову на его могиле в Донецке.
- В честь Кузьмы Акимовича деревня, в которой он родился, была переименована в Гурово (ныне в Ульяновском районе Калужской области).
- В феврале 1944 года один из проспектов Донецка был назван именем Гурова.